# Sclerosciadium humile
Sclerosciadium humile är en flockblommig växtart som beskrevs av Johann Friedrich Wilhelm Koch och Dc. Sclerosciadium humile ingår i släktet Sclerosciadium och familjen flockblommiga växter. Inga underarter finns listade i Catalogue of Life.